# NGC 7552
NGC 7552 é uma galáxia espiral barrada (SBab) localizada na direcção da constelação de Grus. Possui uma declinação de -42° 35' 05" e uma ascensão recta de 23 horas, 16 minutos e 10,6 segundos.
A galáxia NGC 7552 foi descoberta em 7 de Julho de 1826 por James Dunlop.